# رز بی، نیو ساوت ولز
رز بی (به انگلیسی: Rose Bay) یک حومه شهر در استرالیا است که در نیو ساوت ولز واقع شده‌است.